# Margherita Hack

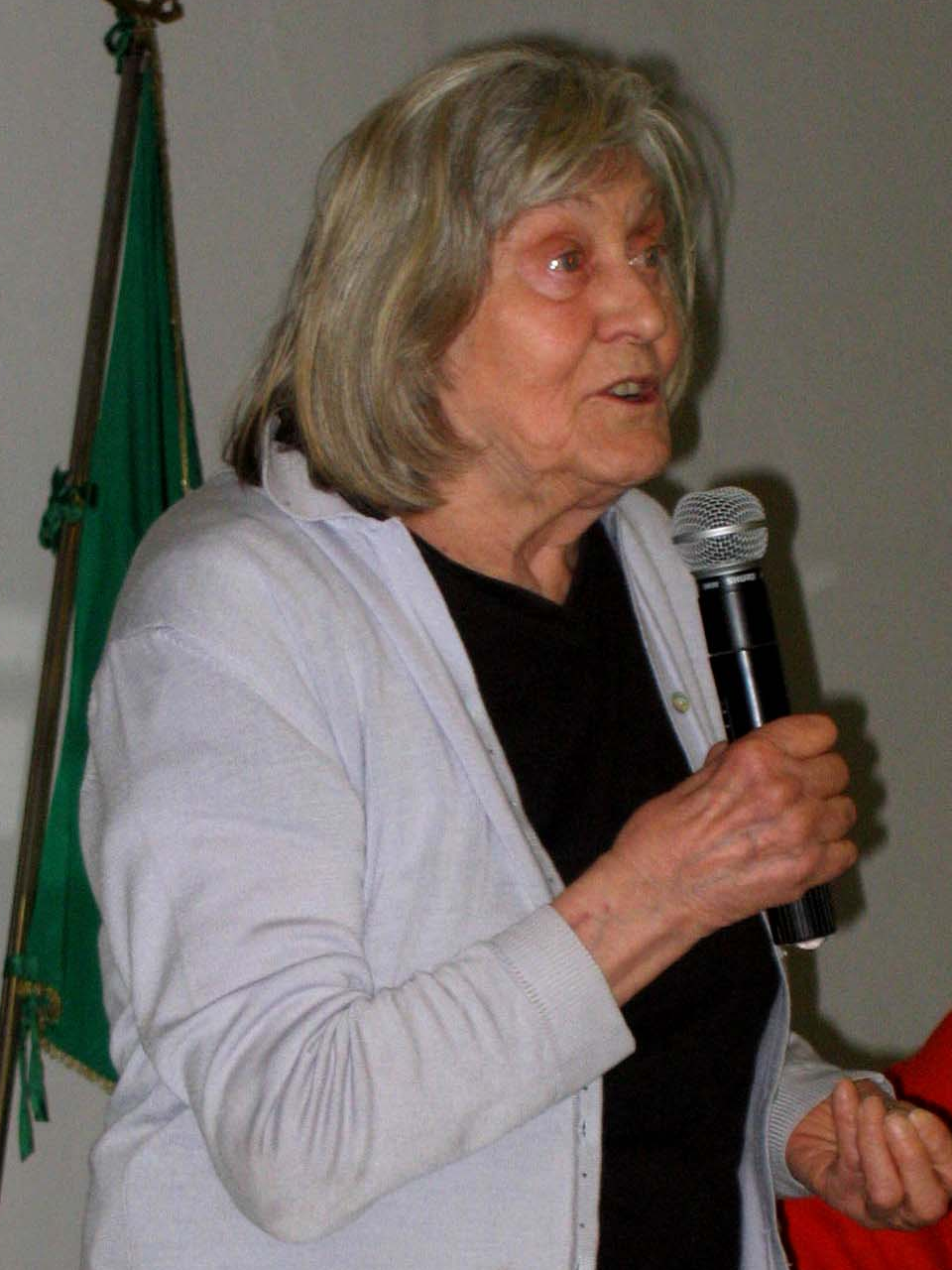
Margherita Hack (2007)

Margherita Hack [marɡeˈriːta ak] (* 12. Juni 1922 in Florenz; † 29. Juni 2013 in Triest) war eine italienische Astrophysikerin und Wissenschaftsjournalistin.
Sie war die erste Frau in Italien, die eine Sternwarte leitete. Als Astrophysikerin war sie einen Großteil ihres Lebens Professorin an der Universität Triest und brachte das Observatorium der Universität zu internationalem Ruhm.

## Leben
Nach dem Studium in Florenz war Margherita Hack von 1964 bis 1997 ordentliche Professorin für Astrophysik an der Universität Triest, wo sie 1998 emeritiert wurde.
Hack engagierte sich stark für soziale und politische Belange und kandidierte mehrfach für die Kommunistische Partei Italiens.
Sie wurde zu einer ikonischen Persönlichkeit, nicht nur wegen ihres herausragenden wissenschaftlichen Talents, sondern auch wegen ihrer persönlichen Entscheidungen und ihres unangepassten Lebensstils. Sie war ihr Leben lang Vegetarierin – sie sagte, dass sie in ihrem Leben nie Fleisch gegessen habe – und schrieb ein Buch über Vegetarismus, das sofort sehr populär wurde. Sie war auch eine entschiedene Atheistin, die der katholischen Kirchenhierarchie kritisch gegenüberstand.
Im Jahr 2012 erhielt sie auf Initiative des italienischen Präsidenten Giorgio Napolitano das Großkreuz des Verdienstordens der italienischen Republik, nachdem ihr bereits 1998 die Goldene Verdienstmedaille für Wissenschaft und Kultur (Medaglia d’oro ai benemeriti della scienza e cultura) verliehen worden war. Der Accademia dei Lincei gehörte sie seit 1978 als korrespondierendes Mitglied an, socio nazionale wurde sie 1987.
Nach Margherita Hack wurde der Asteroid (8558) Hack benannt. Seit 2015 wird der nach ihr benannte Premio Margherita Hack des Istituto Nazionale di Astrofisica vergeben und seit 2016 auch der Premio Margherita Hack Personaggio Laico dell’anno der Vereinigung  Laici Trentini per i Diritti Civili.
Ihr starker florentinischer Akzent – den sie stolz beibehielt, obwohl sie den größten Teil ihres Lebens in Triest verbrachte – und ihre sehr direkte, „schnörkellose“ Art zu sprechen, wurden ihr Markenzeichen. Ihr wohl bekanntestes Zitat lautet: „Wir bestehen aus Sternenmaterie“.
Hack starb im Juni 2013 im Alter von 91 Jahren in einem Triester Krankenhaus.

## Veröffentlichungen (Auszug)
- L’Universo violento della radioastronomia, Mondadori, 1983
- Dalle particelle alle Galassie, Rizzoli, 1992
- L’universo alle soglie del 2000. Dalle particelle alle galassie, Rizzoli, Mailand, 1992
- Alla scoperta del sistema solare con A. Braccesi e G. Caprara, Mondadori, Mailand, 1993
- Cataclysmic Variables and Related Objects, con C. la Dous, Pier Luigi Selvelli, H. Duerbeck, M. Friedjung, A. Bianchini, R. Viotti, N.A.S.A., 1993
- Una vita fra le stelle, Di Renzo Editore, Rom, 1995, 2005
- Sette variazioni sul cielo, Raffaele Cortina, 1999
- L’amica delle stelle. Storia di una vita, Rizzoli, 2000
- Etica, biodiversità, biotecnologie, emergenze ambientali con Gino Ditadi Trisonomia, 2002
- Storia dell’astronomia. Dalle origini al duemila e oltre, Edizioni dell’Altana, 2002
- Origine e fine dell’universo con Pippo Battaglia, Walter Ferreri, Utet libreria, 2004
- Vi racconto l’astronomia, Laterza, 2004
- L’idea del tempo, con Pippo Battaglia, Utet Libreria, 2006
- L’universo di Margherita con Simona Cerrato, illustrazioni di Grazia Nidasio, Editoriale Scienza, 2006
- Così parlano le stelle - L’Universo spiegato ai ragazzi con Eda Gjergo, Sperling & Kupfer Mailand, 2007
- Il mio zoo sotto le stelle, con Bianca Pauluzzi, Di Renzo Editore, Rom, 2007